# 可可出大台吉
可可出大台吉（?—?），又作库克齐图、库格珠特、黑石炭、克石炭、打来汉、打来罕。明末东蒙古察哈尔部領主之一，苏尼特部的始祖。他是兀鲁思孛罗（或图鲁博罗特，存在争议）之孫，博迪次子（一说第五子）。
驻牧在西拉木伦河流域。他勇敢善战，有谋。从嘉靖、隆庆到万历，和扎萨克图图们汗、布延台吉、脑毛大，以及内喀尔喀的速把亥、炒花、朵颜-兀良哈的长昂，率军攻打锦州、义州（今辽宁省义县）、开原、辽阳、沈阳乃至山海关，多次被辽东总兵李成梁击败。孙子腾机思被清朝封为苏尼特扎萨克郡王（左翼），另一孙子叟塞被清朝封为苏尼特扎萨克杜棱郡王（右翼），第十代孙就是德穆楚克栋鲁普。